# جنت اولنگ
جنت اولنگ، روستایی از توابع بخش زنجانرود شهرستان زنجان در استان زنجان ایران است.

## جمعیت
این روستا در دهستان غنی‌بیگلو قرار دارد و براساس سرشماری مرکز آمار ایران در سال 1395، جمعیت این روستا در زمستان حدود ده نفر اما درتابستان به سی نفر هم میرسد که شامل خانواده های آقایان کاظم سلیمانی،براتعلی سلیمانی،نوروز سلیمانی،عبدل علی سلیمانی،محرم علی،رضا علی سلیمانی،مراد آقامحمدی،قاسم سلیمانی و....است.